# Kornhaus (Bern)

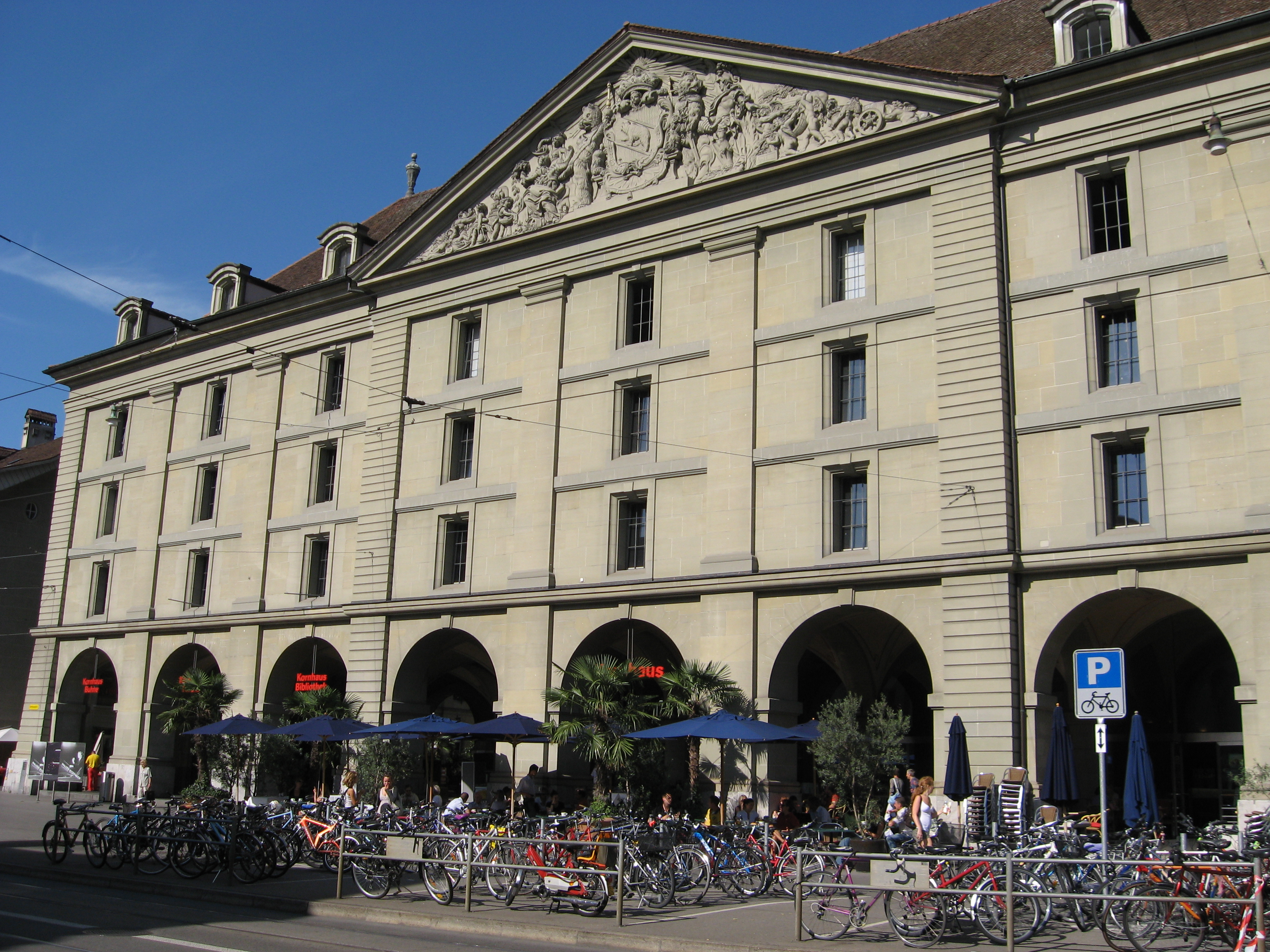
Das Berner Kornhaus mit dem von Johann Rudolf Huber entworfenen Tympanon (2009).

Das Kornhaus in Bern ist ein ehemaliger Kornspeicher und heutiges Kulturzentrum am Kornhausplatz 18 in der Berner Altstadt.

## Geschichte

Der grosse Kornhauskeller, ca. 1830

Das Kornhaus aus Berner Sandstein wurde 1711 bis 1715 nach Plänen der Brüder Hans Jakob und Abraham Dünz dem Jüngeren erbaut. Das bis 1798 bestehende städtische Kornamt, zu welchem das Kornhaus verwaltungstechnisch gehörte, wurde 1482 geschaffen und mit den Kollaturen zu Kirchberg, Utzenstorf, Kriegstetten und Ersigen samt Zehnten, Renten und Gülten ausgestattet. Das Kornamt wurde bis 1617 von einem Kornherrn des Kleinen Rats, danach des Grossen Rats verwaltet. Im Kornhaus wurden Wein und Getreide zur Ausrichtung der städtischen Gehälter gelagert.
1895 liess die Einwohnergemeinde Bern das Gebäude durch den Architekten Paul Adolphe Tièche zum Gewerbemuseum umbauen, wobei im Erdgeschoss ein Postamt einquartiert wurde. Zwischen 1896 und 1898 wurde der Keller vom Architekten Friedrich Schneider zum großen Festlokal ausgestaltet, und nach einem Wettbewerb erhielt Rudolf Münger den Auftrag, ihn mit literarisch-poetischen Fresken auszumalen. Er bemalte Wände und Decken im Jugendstil mit allen Wappen der Ämter des Kanton Berns, Sinnsprüchen von Otto von Greyerz, heimatlichen Liedbändern sowie heimischen Blumen und Tieren. In den Keller-Räumlichkeiten befindet sich das Restaurant Kornhauskeller, das im Volksmund Chübu (berndeutsch für «Kübel») genannt wird. Zudem beherbergt das Kornhaus heute die Hauptbibliothek der Kornhausbibliotheken, das Kornhausforum – ein Ausstellungs- und Diskursort – sowie ein Café. 
Das Restaurant Kornhauskeller und das Café werden von Bindella geführt; letzteres soll einer Pizzeria weichen. Der aktuelle Mietvertrag zwischen Bindella und der Stadt Bern läuft bis 2030.